# Haruai
Le haruai est une langue piawi parlée en Papouasie-Nouvelle-Guinée dans la province de Madang.